# Nijni Liubaj
Nijni Liubaj (en rus: Нижний Любаж) és un poble de l'óblast de Kursk, a Rússia, que en el cens del 2010 tenia 112 habitants. Pertany al districte rural de Fatej.